# Polypodium echinolepis
Polypodium echinolepis är en stensöteväxtart som beskrevs av Fée. Polypodium echinolepis ingår i släktet Polypodium och familjen Polypodiaceae. Inga underarter finns listade.